# ジェームズ・カーネギー (第5代サウスエスク伯爵)
第5代サウスエスク伯爵ジェームズ・カーネギー（英語: James Carnegie, 5th Earl of Southesk、1691年以降 – 1730年2月10日）は、スコットランド貴族。1715年に私権剥奪され爵位を失った。

## 生涯
第4代サウスエスク伯爵チャールズ・カーネギーとメアリー・メイトランド（Mary Maitland、第3代ローダーデイル伯爵チャールズ・メイトランドの娘）の一人息子として生まれた。1699年8月に父が死去すると、サウスエスク伯爵の爵位を継承した。
1713年、マーガレット・ステュアート（Margaret Stewart、1750年11月2日没、第5代ギャロウェイ伯爵ジェームズ・ステュアートの娘）と結婚、1男1女を儲けたが、いずれも早世した。
1715年ジャコバイト蜂起に参加した廉で庶民院に私権剥奪を議決され、毎年3,271ポンドの収入を得られる財産を失った。これによりサウスエスク伯爵の爵位も剥奪されたが、同時に私権剥奪されたほかの貴族と違い、第5代サウスエスク伯爵は以降サウスエスク伯爵を名乗らなくなった。
1730年2月10日にフランスで死去、親族の第3代準男爵サー・ジェームズ・カーネギー（初代サウスエスク伯爵デイヴィッド・カーネギーの四男アレクサンダーの子孫）が家長になった。